# محمد الشيخ (مفكر)
محمد الشيخ هو فيلسوف متخصص في الفلسفة والفكر
يعمل أستاذا للفلسفة السياسية والميتافيزيقا والحداثة في جامعة الحسن الثاني بالدار البيضاء
مؤلفاته :
- المثقف والسلطة[2] دراسة في الفكر الفلسفي الفرنسي المعاصر، 1991 (دار الطليعة للطباعة والنشر)

- مقاربات في الحداثة وما بعد الحداثة  تعريب محمد الشيخ وياسر الطائري[3]، 1996 (دار الطليعة للطباعة والنشر)

- مسألة الحداثة في الفكر المغربي المعاصر، 2004 (سلسلة شرفات)

- جاذبية الحداثة ومقاومة التقليد، 2005 (دار الهادي للطباعة والنشر والتوزيع سلسلة فلسفة الدين)

- ما معنى أن يكون المرء حداثيا ؟ 2006 (سلسلة شرفات)

- رهانات الحداثة، 2007  (دار الهادي للطباعة والنشر والتوزيع سلسلة فلسفة الدين)
- المغاربة والحداثة قراءة في ستة مشاريع فكرية مغربية، 2007 (منشورات رمسيس)
- كتاب الحكمة العربية دليل التراث العربي إلى العالمية[4]، 2008 (الشبكة العربية للأبحاث والنشر)
- فلسفة الحداثة في فكر هيغل، 2010 (الشبكة العربية للأبحاث والنشر)
- فلسفة الحداثة في فكر المثقفين الهيغليين ألكسندر كوجيف وغيريك فايل[5]، 2010 (الشبكة العربية للأبحاث والنشر)
- نقد الحداثة في فكر هايدغر، 2010 (الشبكة العربية للأبحاث والنشر)
- نقد الحداثة في فكر نيتشه، 2011 (الشبكة العربية للأبحاث والنشر)
- محمد عابد الجابري مسارات مفكر عربي، 2013 (مركز دراسات الوحدة العربية)